# Vass Tamás (grafikus)
Vass Tamás (Marosvásárhely, 1942. december 15. – Marosvásárhely, 1988. március 28.) grafikusművész.

## Életpályája
1949 és 1956 végezte elemi iskoláit Székelyudvarhelyt. 1956 és 1962 között a  marosvásárhelyi Zenei és Képzőművészeti Líceumban Nagy Pál tanítványa volt. 1963 és 1969 között a kolozsvári Ion Andreescu Képzőművészeti Főiskola grafika szakán tanult. Már főiskolás korában a Napsugár című folyóirat külső grafikai munkatársa.  1970-1971 -ben ő volt a sepsiszentgyörgyi Megyei Tükör című lap grafikai szerkesztője. Ezt követően 1972 és 1987 között az Új Élet és a marosvásárhelyi  Igaz Szó című lapok külső grafikai munkatársaként tevékenykedett. Eközben 1982-től 1987-ig a Dacia (Kolozsvár), Kriterion (Bukarest) és Ifjúsági könyvkiadók külső grafikai munkatársa volt.

## Stílusáról
„"Felvillannak magányt sugalló városképei, melyeken nyoma sincs embernek, csak a kopár épületek magasodnak élettelenül a nézők, illetve a rajzok készítője előtt. Elénk tárulnak kettős vagy többes portréi, a lélek és test örömeit tetten érő, finom rajzú jelenetek. És nem hiányoznak a szuggesztív irodalmi illusztrációk sem. De mindenekelőtt ott vannak a sokalakos, látomásos nagy kompozíciók, melyek valóban lenyűgözően vonzzák magukra a szemlélők figyelmét. Álomszerűség van bennük, noha kivitelezésük gyakran hiperrealista részletességű. Időt, síkokat bont, társít vízióként a grafikus. Hol színpadszerűen, hol piramisként építkezik. Montázstechnikája is megkapó, a nézőre azonban leginkább alakjainak számszerű tömege van a legnagyobb hatással."
(Nagy Miklós Kund (Népújság, Marosvásárhely, 2004. március 13.)”

## Csoportos kiállításai
- 1969-1988 között a megyei képzőművészeti tárlatokon
- 1971-ben a csurgói művésztelepen (Szabadka)
- 1973-ban "Salon republican de desen si gravura" (Bukarest)
- 1973-ban országos képzőművészeti tárlat, az 1848-as forradalom 125. évfordulójára (Bukarest, Dales terem)
- 1974-ben Első Erdélyi Képzőművészeti Kiállítás (New York)
- 1974-ben "Salon republican de desen si grafica" (Bukarest)
- 1979-ben "Festival concurs de pictura si grafica „Voronetiana” IV." (Suceava)
- 1979-ben Megéneklünk Románia Erdélyrészi Képzőművészeti Kiállítás (Kolozsvár)
- 1979-ben a marosvásárhelyi Igaz Szó c. folyóirat szerkesztőségében
- 1981-ben "Festival concurs de pictura si grafica „Voronetiana” VI." (Suceava)

## Egyéni kiállításai
- 1981-ben a Vatra c. folyóirat szerkesztőségében
- 1987-ben Képzőművészek Országos Szövetsége marosvásárhelyi kiállítótermében
- 1987-ben a kolozsvári Magyar Színház előcsarnokában

## Posztumuszkiállításai
- 1988-ban Képzőművészek Országos Szövetsége sepsiszentgyörgyi kiállítótermében (halála után, édesapja szervezésében)
- 1993-ban Macskássy Izoldával közös tárlat a Képzőművészek Országos Szövetsége marosvásárhelyi kiállítótermében
- 2004-ben emlékkiállítás a Lórántffy Zsuzsanna Egyesület szervezésében a Képzőművészek Országos Szövetsége marosvásárhelyi kiállítótermében

## Művei

### Korai munkák
- Irigyeink (aquatinta)
- 1968 Kőrösfői lányok (színes, linó, házi levonat)
- 1969 Veletek együtt (litográfia)
- 1969 A halál árnyékában (rézkarc)
- 1969 Jóska (vázlat, tus)
- 1970 Lola (tusrajz)
- 1970 Önarckép (tusrajz)
- 1974 Zűrzavar (litográfia)
- 1969 Puterea metalului (tempera)
- 1973 Prometheus (gouache, tempera)
- 1983 Pagini de glorie (színes fémmetszet)

### Városképek
- 1976 Régi utcák – régi emlékek (cinkkarc)
- 1974 Este az én utcámban(linóleummetszet, házi levonat)
- 197(?) A város színfalai (cinkkarc)
- 1979 A magányos(kőlenyomat/rézkarc)
- 1983–84 Segesvár I–II–III.

### Önéletrajzi vonatkozású képek
- 1976 A kereszt (rézkarc)
- 1981 In memoriam Nagy Pál (cinkkarc)
- 1980 Önarckép önéletrajzi elemekkel (aquaforte, mezzotinta)
- 1987 Szerelem (rézkarc)
- 1980 Elválások (rézkarc)
- 1988 Feltámadás (rézkarc)

### Sokalakos, drámai kompozíciók
- 1980 A győztes (rézkarc)
- 1980 A fal (aquaforte)
- 1983 Székek (aquaforte)
- 1985 Quo vadis, Domine? (rézkarc)
- 1985 Októberi ünnep (rézkarc)
- 1986 Az önkiválasztott (rézkarc)

### Aktok
- 1986  Óda I–IV. (rézkarc)

### Portrék, ékszer-tervek, plakátok
- 1987  Kós Károly arcképe (tus)
- 1978 Zsóka portré (rézkarc)
- 1987 Izsák Márton arcképe (tus)
- 1987 Csíky Csaba két arcképe (tus)
- 1978 borítókép a Balázs Éva színésznő Anyám, anyám... balladaestjéről készített Electrecord-lemezhez. Betiltották.

## Díjai, elismerései
- Főiskolások országos képzőművészeti tárlatán 3. díj és különdíj
- „Voronetiana” VI. országos grafikai tárlat 1. díja (1981)